# Choisey
Choisey är en kommun i departementet Jura i regionen Bourgogne-Franche-Comté i östra Frankrike. Kommunen ligger i kantonen Dole-Sud-Ouest som tillhör arrondissementet Dole. År 2022 hade Choisey 1 002 invånare.

## Befolkningsutveckling
Antalet invånare i kommunen Choisey
Referens:INSEE